# Antée
 (février 2023).
Dans la mythologie grecque, Antée (en grec ancien Ἀνταῖος / Antaîos, en berbère : ⴰⵏⵜⵉ « Anti ») est un Géant Brutal, fils de Poséidon et de Gaïa et personnage légendaire des mythologies grecque et berbère.
Il vivait en Libye dont il était roi,. Sa femme était la déesse Tingis, pour qui le nom de la ville de Tanger au Maroc a été attribué. Il est célèbre pour avoir combattu Héraclès lors de ses Douze Travaux.

## Mythologie
Antée défiait tous les voyageurs et passants à la lutte ; il était invincible tant qu'il restait en contact avec sa mère la Terre. Il sortait toujours vainqueur de ses combats et tuait ses adversaires. Il utilisait ensuite leurs dépouilles pour couvrir le toit du temple de son père en le décorant de leurs crânes. Il fut vaincu par Héraclès, alors que celui-ci était à la recherche des pommes d'or du jardin des Hespérides. Héraclès s'est rendu compte qu'il ne pouvait pas battre Antée en le projetant ou en le clouant au sol. Au lieu de cela, le héros le souleva de terre puis l'étouffa à mort. Il fut le seul à réussir à battre Antée.
Le combat entre Antée et Héraclès fut un sujet favori dans la sculpture antique et de la Renaissance.

## Emplacement en Afrique
Antée se trouve dans les terres intérieures de la Libye. Il a probablement été incorporé dans la mythologie grecque après la conquête grecque de la Cyrénaïque au milieu du septième siècle.

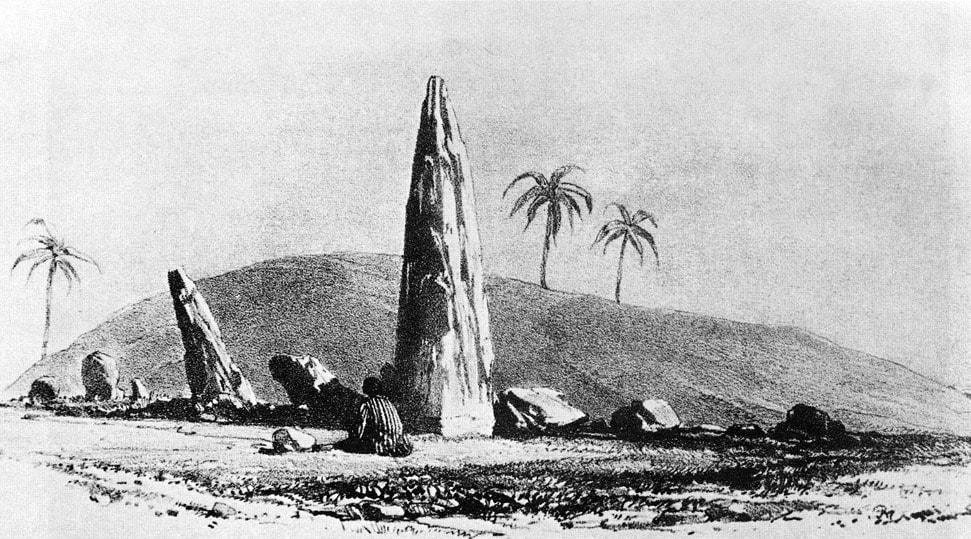
Illustration du Cromlech de M'zora.

L'emplacement d'Antée quelque part dans le monde berbère pourrait être assez compréhensible et adapté: Son palais était situé à Lixus (parfois nommée par les Anciens Lix ou Lynx) et on lui doit la fondation de Tingi. D'après les Libyens, c'est à Tingi que serait enterré Antée. Selon Pline et Plutarque, son tombeau mesurait soixante coudées de long (environ 27 mètres). Plutarque rapporte une anecdote selon laquelle le général romain Quintus Sertorius, doutant de la plausibilité de la légende, profita d'une expédition menée à Tingi pour faire ouvrir son tombeau. Il y aurait trouvé un corps mesurant effectivement soixante coudées de haut et, très étonné, fit immoler des victimes en respect pour le défunt et referma religieusement le tombeau. On assimile possiblement ce tombeau au Cromlech de M'zora.

Dans le livre IV du poème épique de Lucain Pharsalia, l'histoire de la victoire d'Héraclès sur Antée est racontée à Curion par un citoyen libyen anonyme. Le roi savant Juba II de Numidie puis de Maurétanie, mari de la fille d'Antoine et Cléopâtre, a invoqué son ascendance d'une liaison d'Héraclès avec la déesse Tingis, l'épouse d'Antée. D’après Plutarque (Sertorius, IX) « les Tingites racontent qu’après la mort d’Antée, sa femme Tinga eut commerce avec Hercule et que Sophax, leurs fils, régna sur le pays et fonda une ville à laquelle il donna le nom de sa mère. Sophax eut pour fils Diodore auquel un grand nombre de peuples de Libye se soumirent ». C’est grâce à Juba II que Plutarque doit ce récit puisqu’il ironise : « que cette légende soit dédiée à la mémoire de Juba, le meilleur historien qu’il y ait eu parmi les rois, car ses ancêtres, à ce qu’on rapporte, étaient les descendants de Diodore et de Sophax ». 

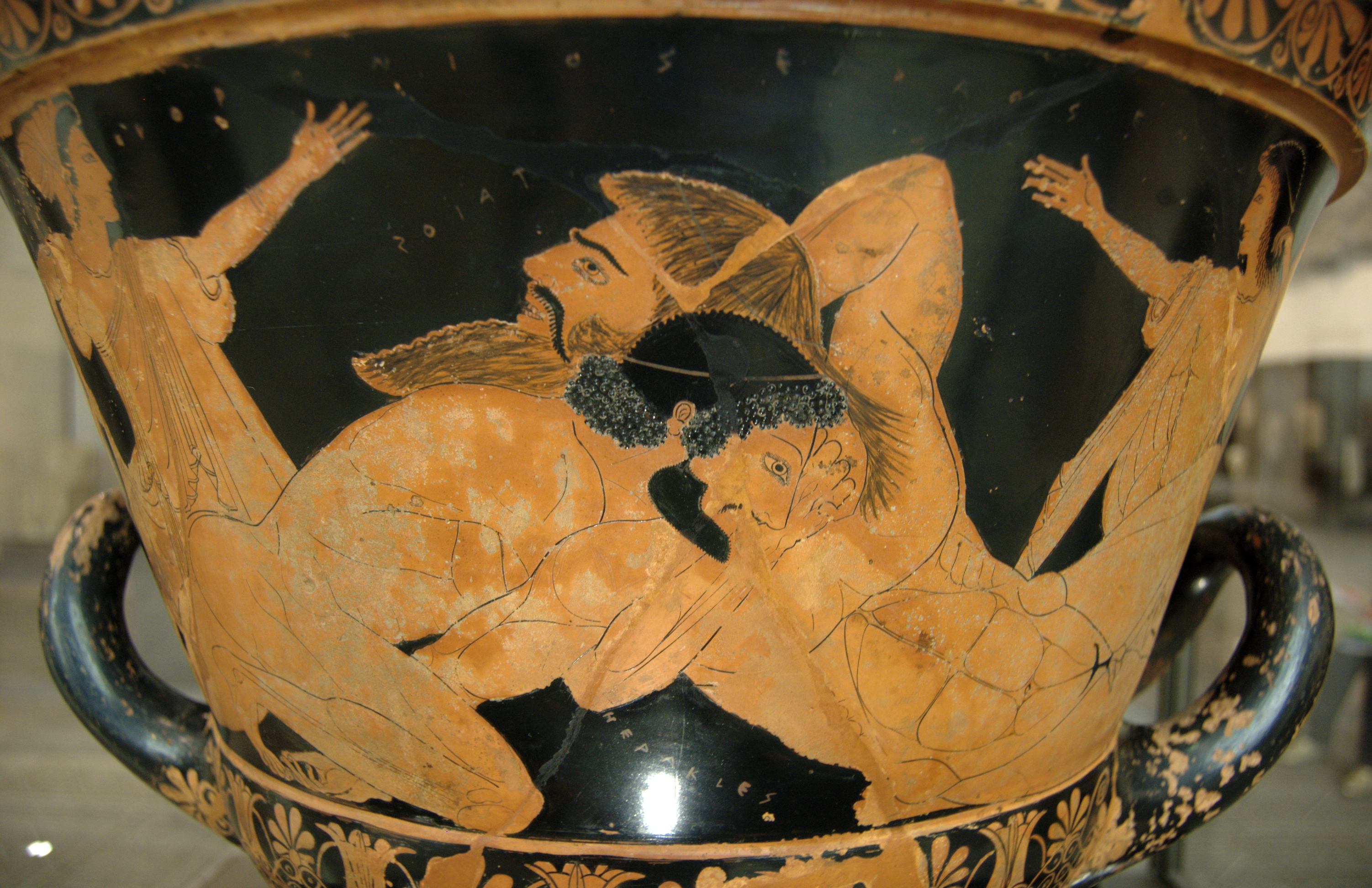
Héraclès étouffant Antée, cratère à figures rouges d'Euphronios, 515-510 av. J.-C., musée du Louvre (G 103).

Une autre localisation semble être proposée par Lucain, non loin d’Utique en Tunisie, dans une ville qu’il nomme Antaei Regia. Ce qui permet au poète une longue digression sur le combat d’Héraclès et Antée. La multiplicité, plus apparente que réelle, des lieux africains où les auteurs situent Antée, confirme le caractère autochtone de la légende. Toutefois, Tanger est la résidence la plus certaine, celle où le mythe est le plus solidement ancré. Cette localisation en une région particulièrement chargée de sacré, où convergent l’Océan, la Méditerranée, l’Europe et l’Afrique, convient particulièrement à ce géant fils de la Terre. L’intervention d’Héraclès s’explique par l’importance du culte de Melqart dans la région, particulièrement à Gadès et à Tanger même. On sait en effet que le Melqart phénicien fut généralement assimilé à Héraclès.
Les scholiastes de Pindare ont également enregistré une histoire qui a rendu Antée roi de la ville d'Irasa en Libye, et père d'une fille nommée Barce. Antée a promis sa main au vainqueur d'une course, tout comme Danaos a fait pour trouver de nouveaux époux pour ses filles. Alexidamus a battu tous les autres prétendants de la course et a épousé la fille d'Antée. Trois versions de cette histoire, avec des variations mineures, ont été recueillies par les scholiastes. Une de ces versions faisait d'Antée, roi d'Irasa, une figure distincte de l'Antée tué par Héraclès, tandis qu'une autre suggérait qu'ils étaient une seule et même personne.
L'ancienne ville de Barca, probablement située à Marj, en Libye, était également appelée Antapolis. Antéopolis est aussi le nom gréco-romain de Tjebu, une ville égyptienne. Ils ont identifié le dieu tutélaire de Tjebu, Nemty, une fusion de Seth et Horus, avec Antée, bien qu'il puisse être différent de l'Antée libyen.

## Sources
- Pseudo-Apollodore, Bibliothèque [détail des éditions] [lire en ligne] (II, 5, 11).
- Hygin, Fables [détail des éditions] [(la) lire en ligne] (XXXI).
- Pomponius Mela, Géographie [lire en ligne] (I, V).
- Ovide, Métamorphoses [détail des éditions] [lire en ligne] (IX, 184).
- Pindare, Odes [détail des éditions] (lire en ligne) (Isthmiques, IV, 52).
- Pline l'Ancien, Histoire naturelle [détail des éditions] [lire en ligne] (V, 1).